# Morley Saint Botolph
Morley Saint Botolph – wieś w Anglii, w hrabstwie Norfolk, w dystrykcie South Norfolk. Leży 19 km na południowy zachód od Norwich i 142 km na północny wschód od Londynu.